# China Netcom

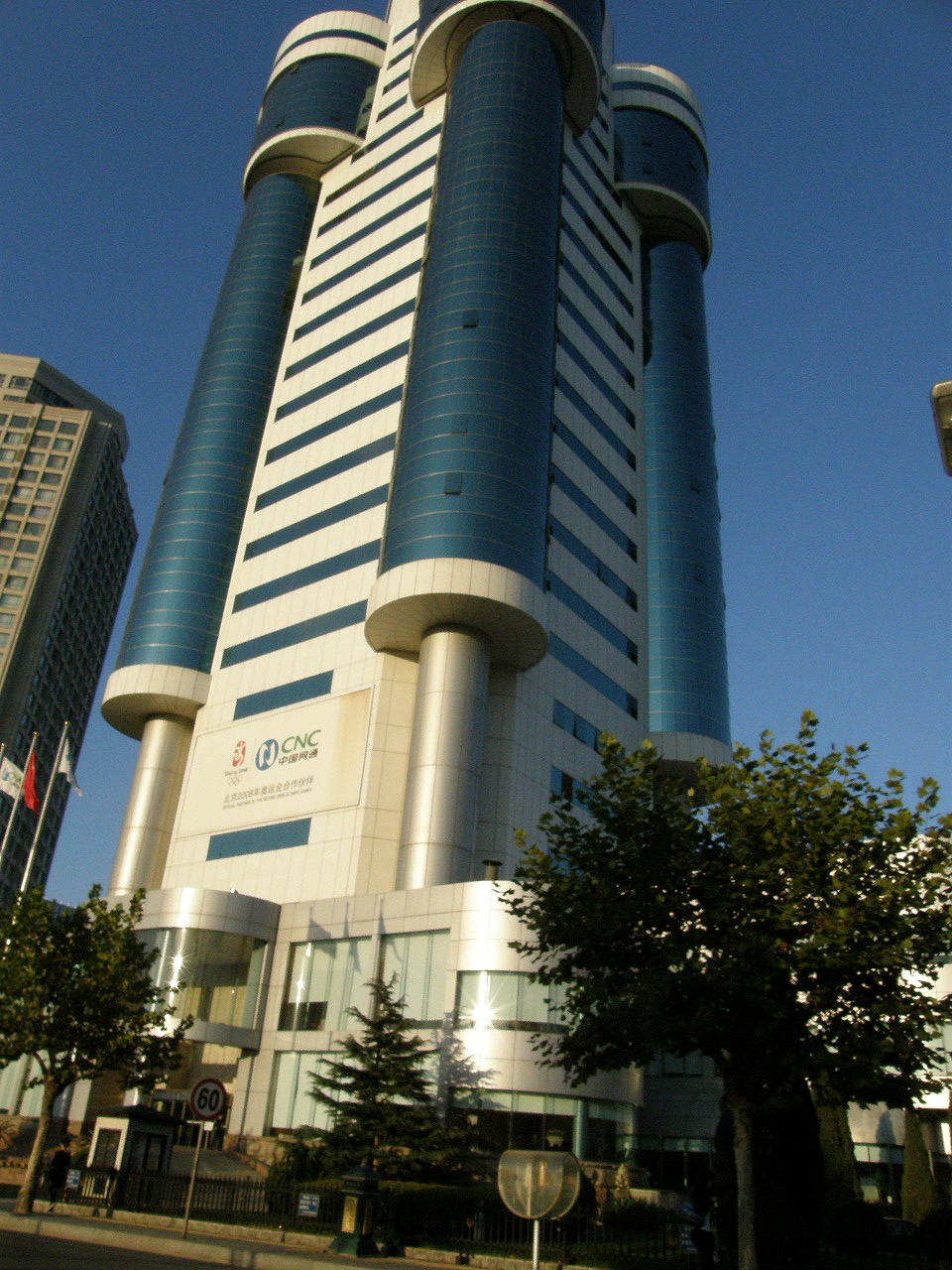
China Netcom

China Netcom, offiziell China Netcom Group Corporation (Hong Kong) Limited, CNC (chinesisch 中国网络通信集团公司) ist ein chinesisches Unternehmen mit Sitz in Hongkong. Die Hauptverwaltung befindet sich in Peking.
Die Firma ist amtlich als Aktiengesellschaft in das Handelsregister in Hongkong eingetragen und war bis zur Fusion mit China Unicom im Aktienindex Hang Seng an der Börse in Hongkong gelistet.
Das Unternehmen bietet Telekommunikationsdienstleistungen verschiedener Art an. Im Jahr 2006 waren etwa 92.788 Mitarbeiter bei China Netcom beschäftigt. CNC ist ein Tochterunternehmen von China Network Communications Group Corporation.
China Netcom wurde im August 1999 gegründet.
China Netcom und China Unicom haben Anfang 2009 fusioniert.